# Kleine-Levins syndrom
Kleine-Levins syndrom är en ovanlig neurologisk sjukdom karaktäriserad av periodisk hypersomni i kombination med andra symtom. Associerade symtom under hypersomniperioderna kan vara personlighetsförändringar, hyperfagi och hypersomni. Även hypersexualitet är beskrivet. Perioderna är i typfallet 1-2 veckor långa och uppträder ofta 5-12 gånger årligen. Vanligaste debutåren är i tidiga tonåren och sjukdomen läker ofta ut spontant i 20-25 års ålder. Ingen orsak till sjukdomen har kunnat påvisas.
Sjukdomen beskrevs första gången på 1920-talet av Willi Kleine för att sedan kompletteras i sin beskrivning av Max Levin.
Syndromet är ett konstigt tillstånd av okänd etiologi som nästan uteslutande drabbar unga män i åldern 15-25 år. Det kännetecknas av perioder som varar från dagar till veckor av anfall av sömnighet åtföljt av överdrivet matintag och olika psykiska symtom. Vanliga psykiska symtom är förvirring, irritabilitet, rastlöshet, eufori, hallucinationer, illusioner, personlighetsförändringar, hyperfagi och hypersomni samt hypersexualitet. Perioder kan inträffa varje månad och varar från 7 till 21 dagar. Mellan perioderna återhämtar sig patienterna fullständigt och sömnperioden försvinner vanligtvis i vuxen ålder. Detta syndrom kan lätt förväxlas med annan neurologisk, metabolisk eller psykiatrisk sjukdom. Willi Kleine beskrev en serie av nio fall av återkommande hypersomni 1925. År 1936 tillade Max Levin en serie med fem andra fall, med fokus på förhållandet mellan hypersomni och stört ätande. 1962 lade Critchley, som gav störningen dess namn, till litteraturen 11 fall som han personligen hade observerat som läkare för brittiska Royal Navy. I en nyligen recenserad bok sammanställde Arnulf et al. 186 fall från 1962 till 2004. Huang och Arnulf rapporterar om en beskrivning av Kleine-Levins syndrom skriven av Alexandre Jacques François Brière de Boismont (1798–1881). Syndromet beskrevs först 1786 av den franska läkaren Edmé Pierre Chauvot de Beauchêne (1748–1824) som specialiserade sig på kvinnors sjukdomar. Han intresserade sig särskilt för en 26-årig kvinna. Mellan 7 och 11 års ålder hade hon upplevt avsnitt av omfattande erysipelas, åtföljt av feber, matsmältningsproblem, huvudvärk och kramper. "På sitt fjortonde år övervanns hon av en sömn som varade i flera dagar, och den var så djup att hon troddes död. Från den tidpunkten upprepade sig sömnförloppet med regelbundna intervaller; det varade vanligtvis åtta till tio dagar, ibland upp till femton, och vid ett enda tillfälle fortsatte det till den sjuttonde dagen." Beauchêne undersökte först patienten när hon kom till Paris i en ålder av 24 år. Han observerade personligen fyra tillfällen av hypersomni, som varade mellan 24 timmar och 8 dagar. Han rapporterar: "Under de första åren av sin sjukdom hade denna flicka en aptit lika bisarr som den var farlig, vilken fick henne att äta kalk, gips, jord och vinäger. Därefter avtog aptiten för dessa ämnen, och hon åt all slags mat, med undantag av bröd, för vilket hon upprätthöll en oöverträffad avsky tills hon var helt botad. Denna mat gav alltid upphov till uppkastningar. "